# Raph Huet
Raph Huet (Wortel, 25 september 1941 - Leuven, 14 mei 2021) was een Belgisch glasraamkunstenaar.
Hij is de neef van Jan Huet, ook een glaskunstenaar uit Wortel.

## Werk
Huet kreeg in 1985 opdracht voor een glasraam in de kerk van het Italiaanse Feltre. Dit was zijn eerste opdracht voor glas in lood. Uiteindelijk maakte hij van 1987 tot 1992 een serie ramen voor de Santa Maria degli Angeli in Feltre.
In 2000 maakte hij glasramen voor het portaal van de Kapel van het Rusthuis Onze Lieve Vrouw in Beerse.
In 2008 maakte Huet vier ramen voor de Sint-Pieterskerk in Vorselaar.
Huet maakte tevens voor de Sint-Katharinakerk van Hoogstraten in 2004 een glasraam. In deze kerk vond in 2017 een overzichtstentoonstelling van zijn werk plaats.
- RKD-Nederlands Instituut voor Kunstgeschiedenis: 40325